# STS-35
STS-35 — космічний політ БТКК «Колумбії» за програмою «Спейс Шаттл» (38-й політ програми і 10-й політ Колумбії). Основною метою місії STS-35 було розгортання рентгенівського телескопа НАСА «Astro-1».

## Екіпаж
- (НАСА): Венс Бранд (4)[2] — командир;
- (НАСА): Гай Гарднер (2) — пілот;

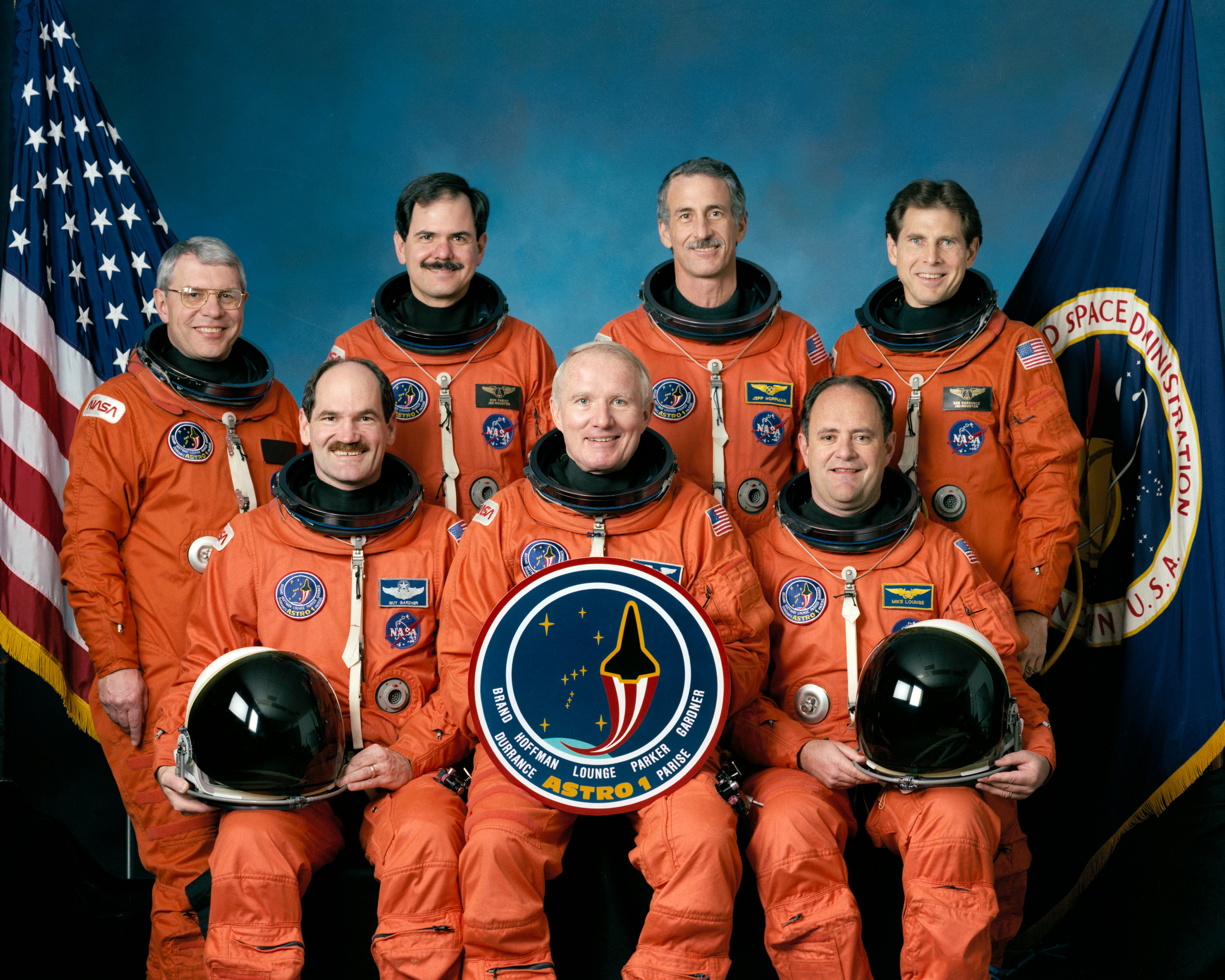
Екіпаж STS-35: (зліва-направо): Р. Паркер, Г. Гарднер, Р. Парізі, Ванс Бранд, Дж. Хоффман, Дж. Лаундж й C. Дарранс

- (НАСА): Джеффрі Хоффман (2) — фахівець місії −1;
- (НАСА): Джон Лаундж (3) — фахівець місії −2;
- (НАСА): Роберт Паркер (2) — фахівець місії −3;
- (НАСА): Семюел Дарранс (1) — фахівець з корисного навантаження 1;
- (НАСА): Роналд Парізі (1) — фахівець з корисного навантаження 2.

## Параметри польоту
- Маса апарата:
  - При старті — 121344 кг;
  - При посадці — 102462 кг;
- Вантажопідйомність — 12095 кг.

## Галерея

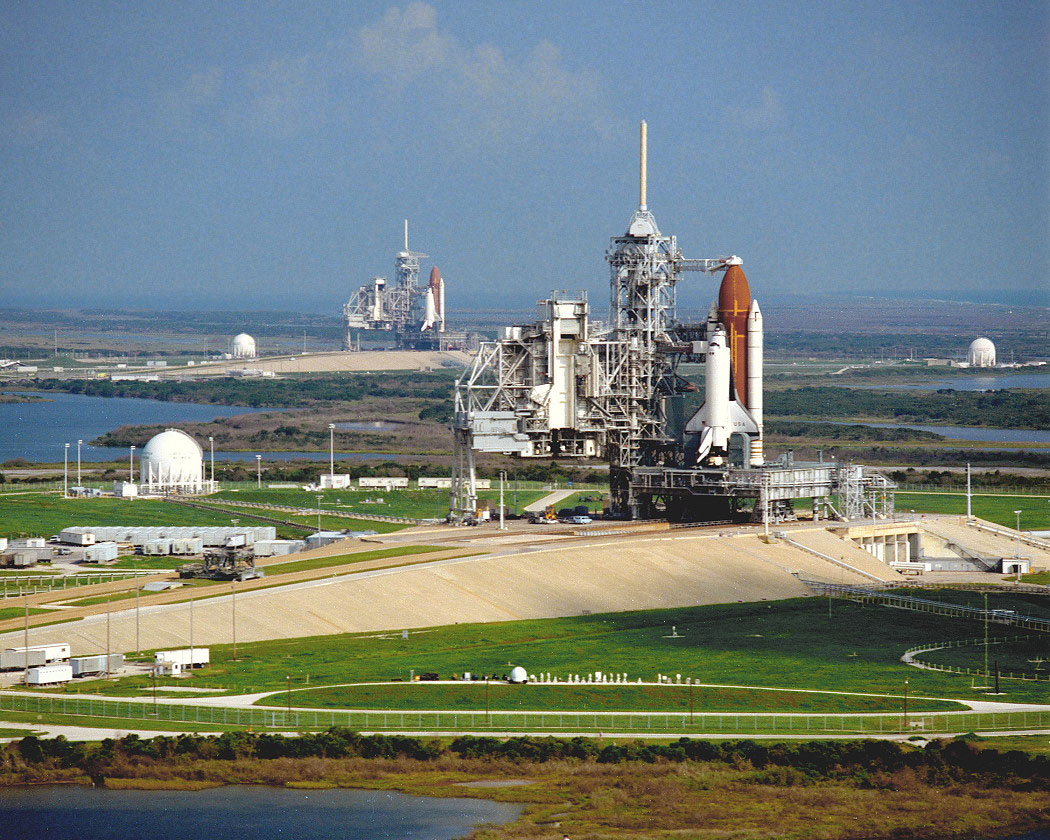
«Колумбія» на стартовому майданчику «39А»  з «Діскавері» на «39B» на відстані
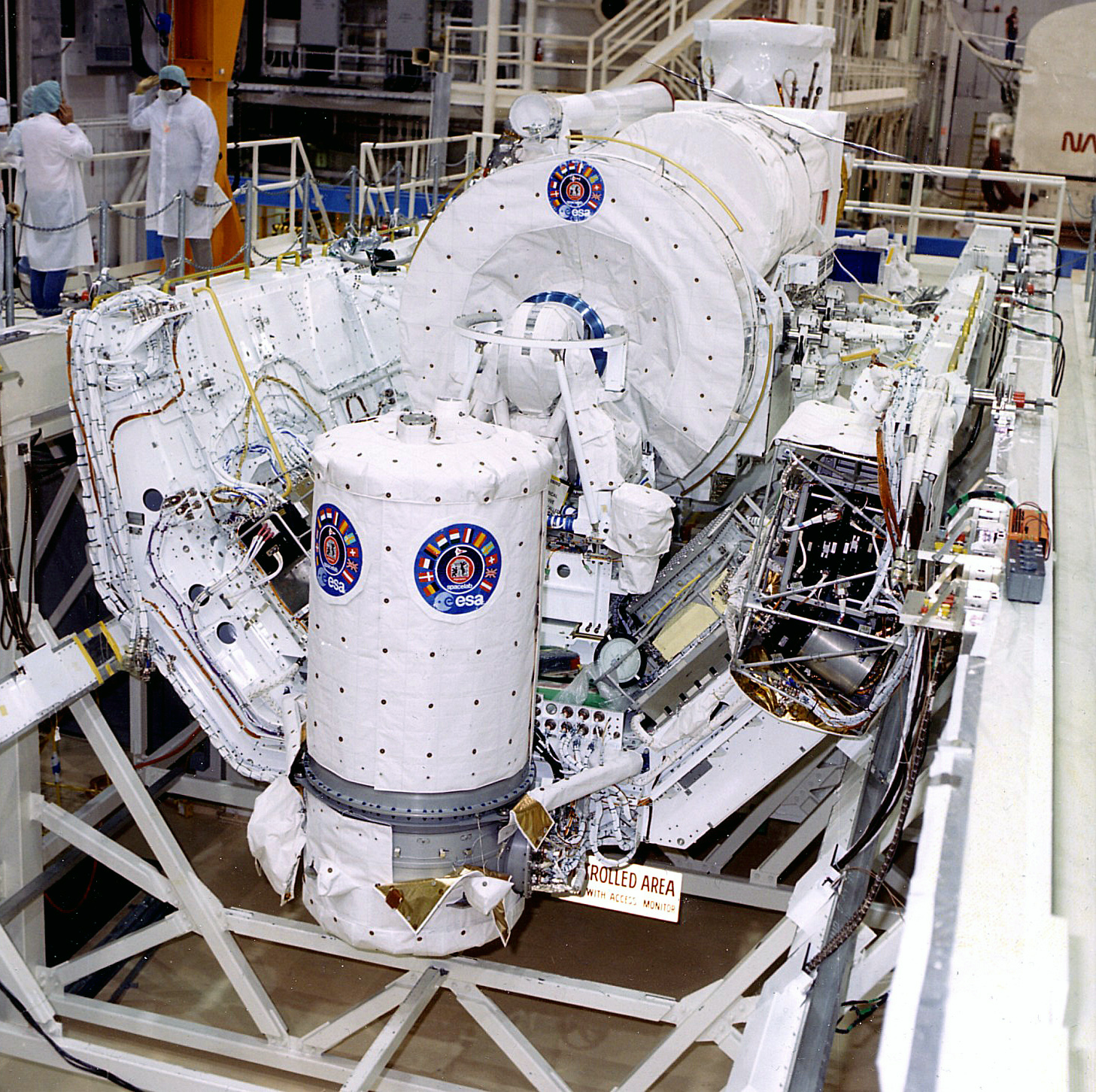
«ASTRO-1» піддається обробці пост-Чалленджер.
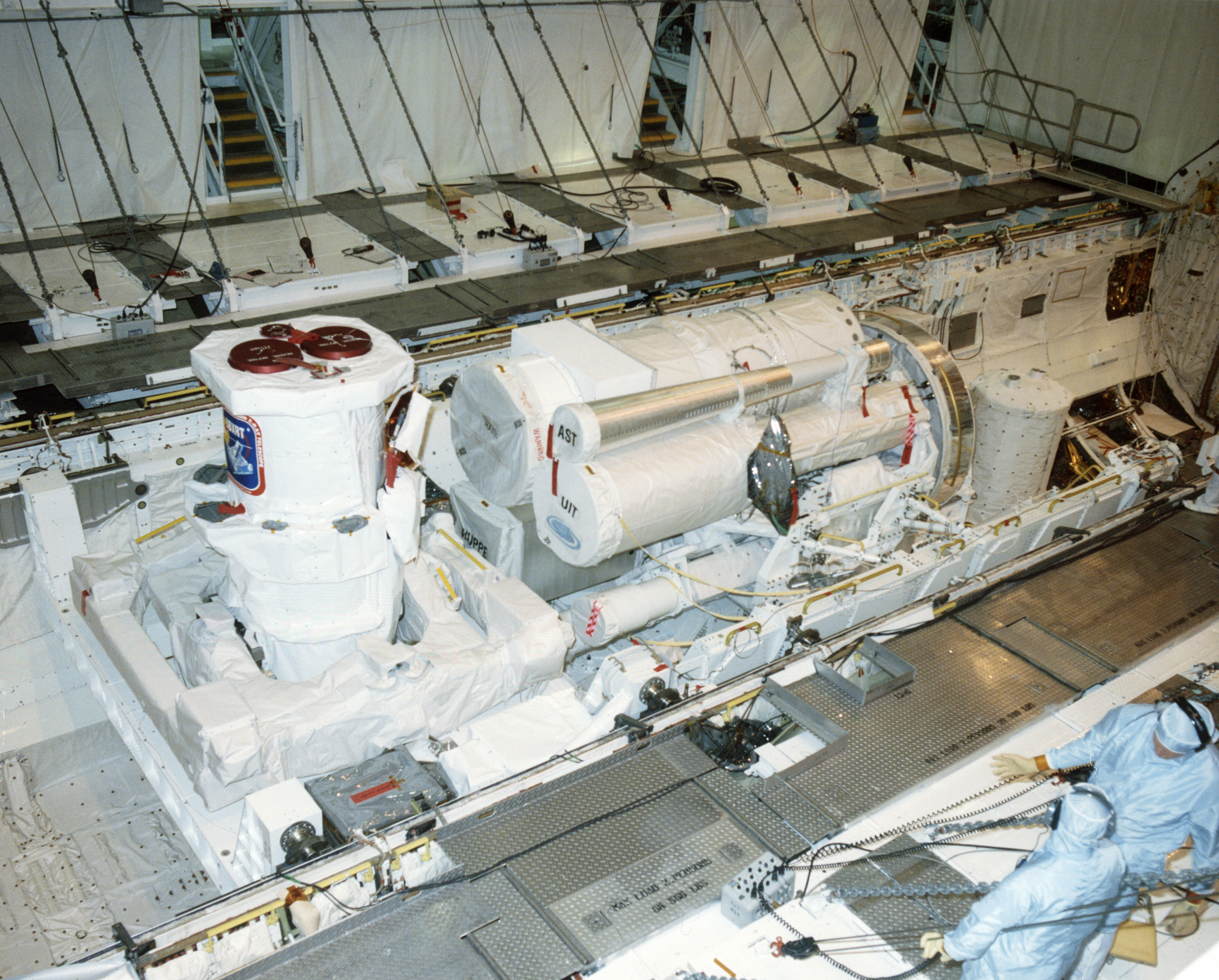
«ASTRO-1» на борту Колумбії в "Обітор технологічний комплекс"
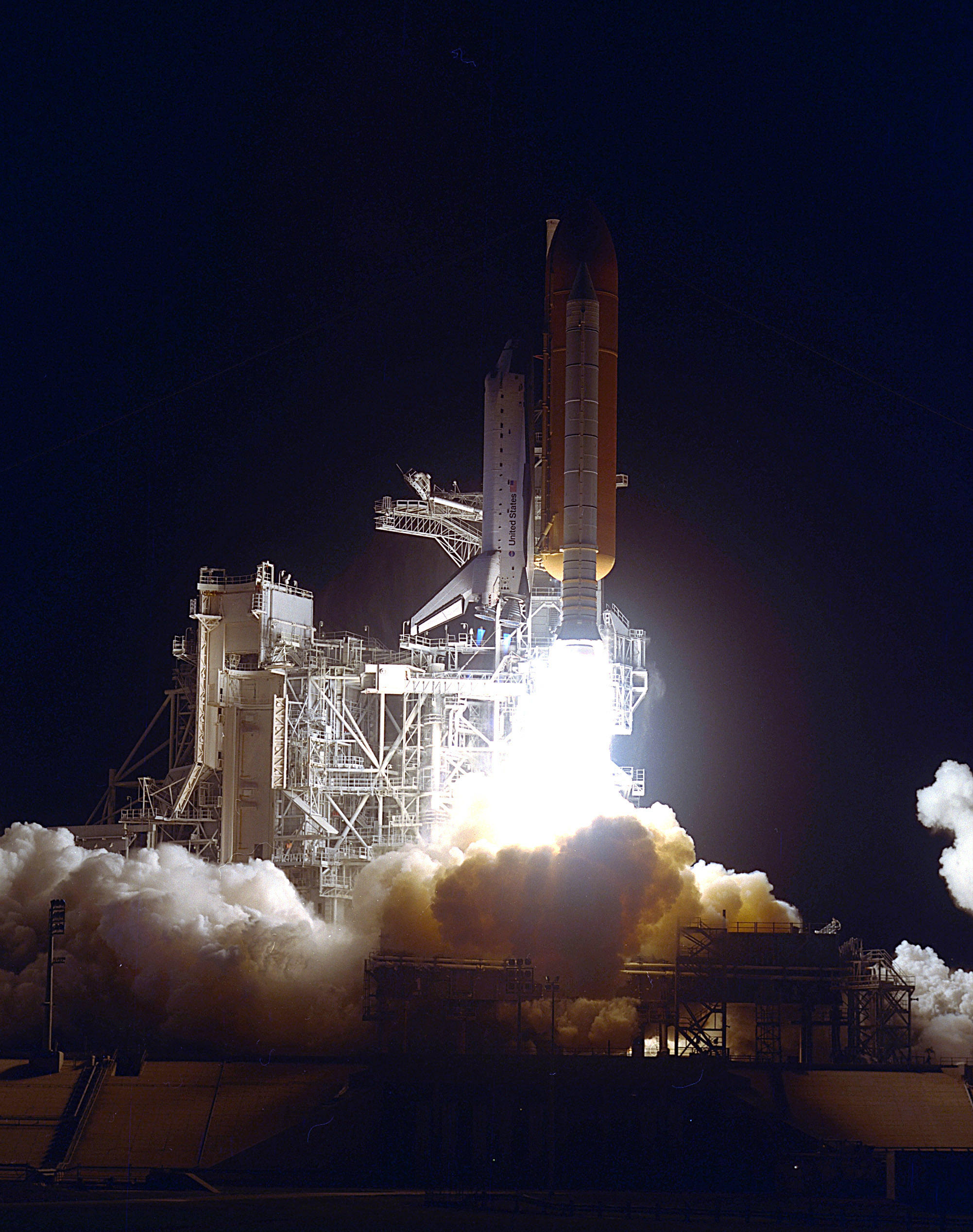
Зліт STS-35.
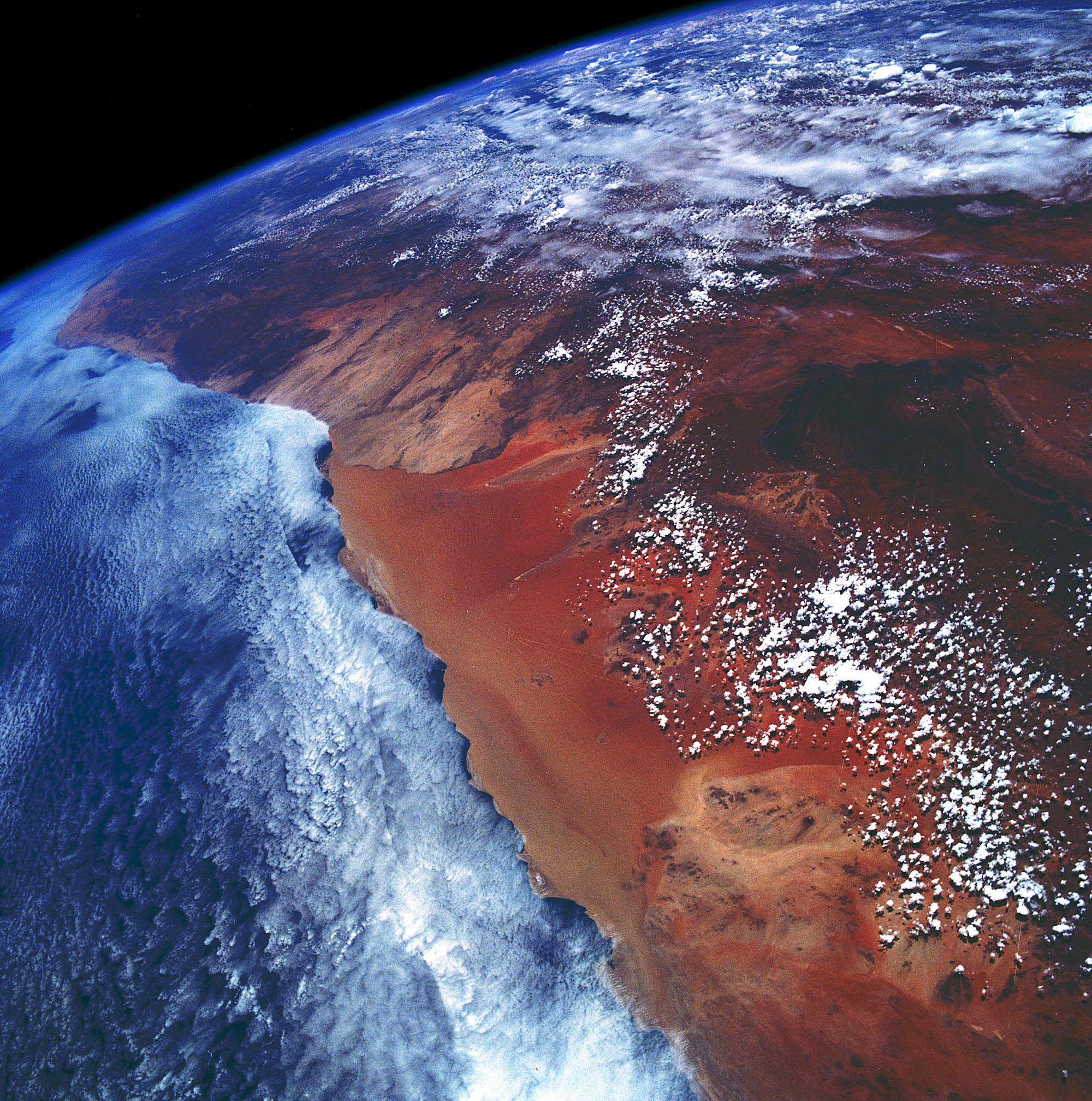
Намібія з орбіти
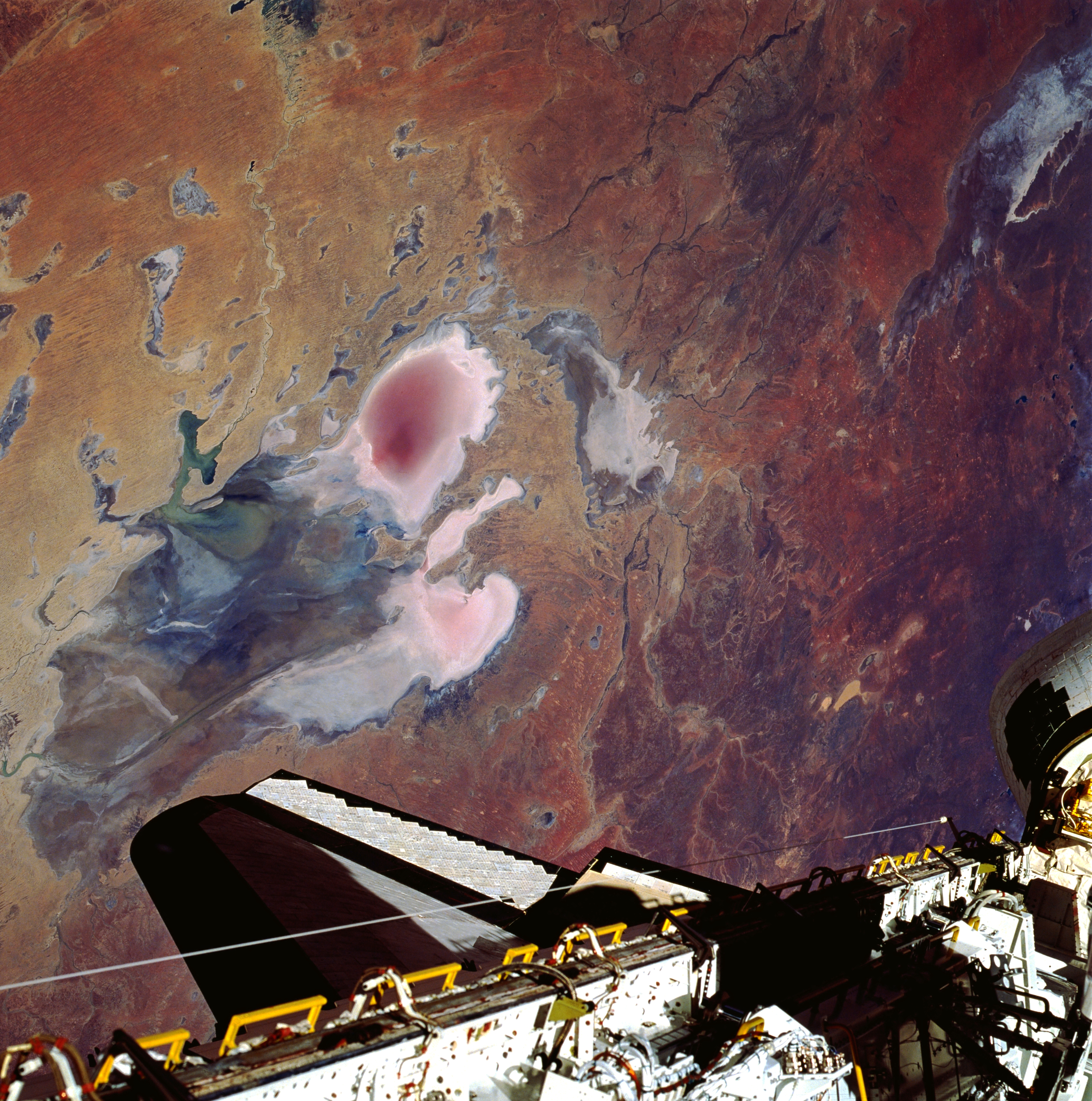
Озеро Герднер  в Південній Австралії з орбіти
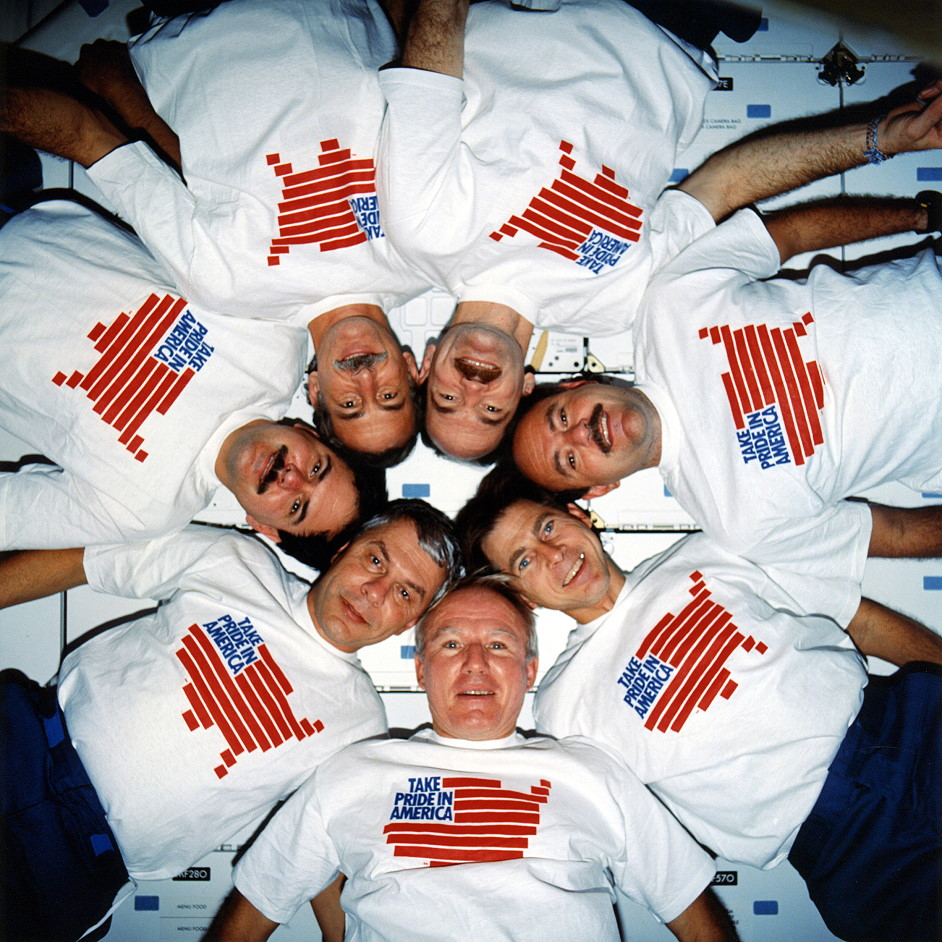
традиційний портрет.
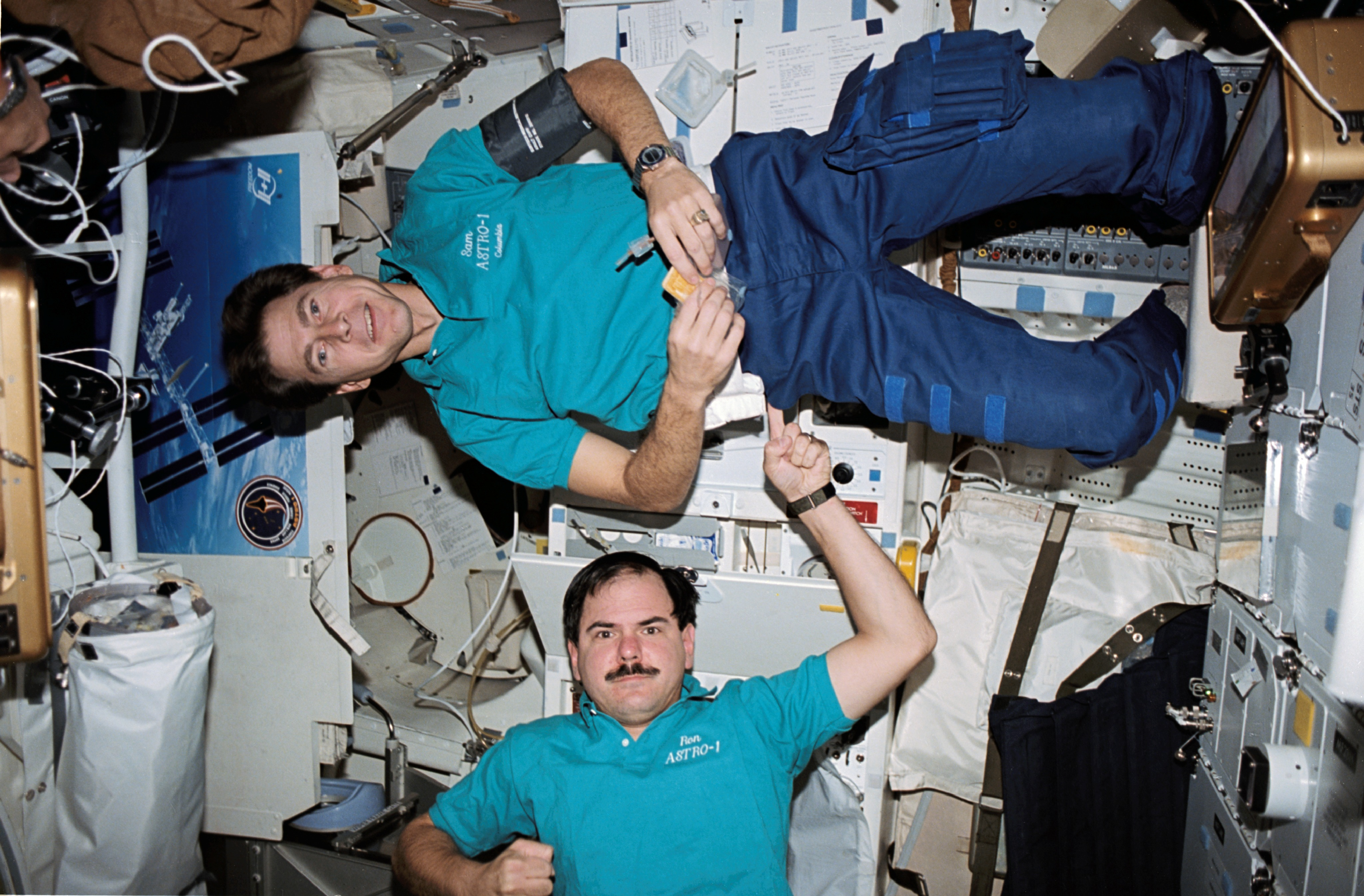
Підняття ваги в невагомості :)
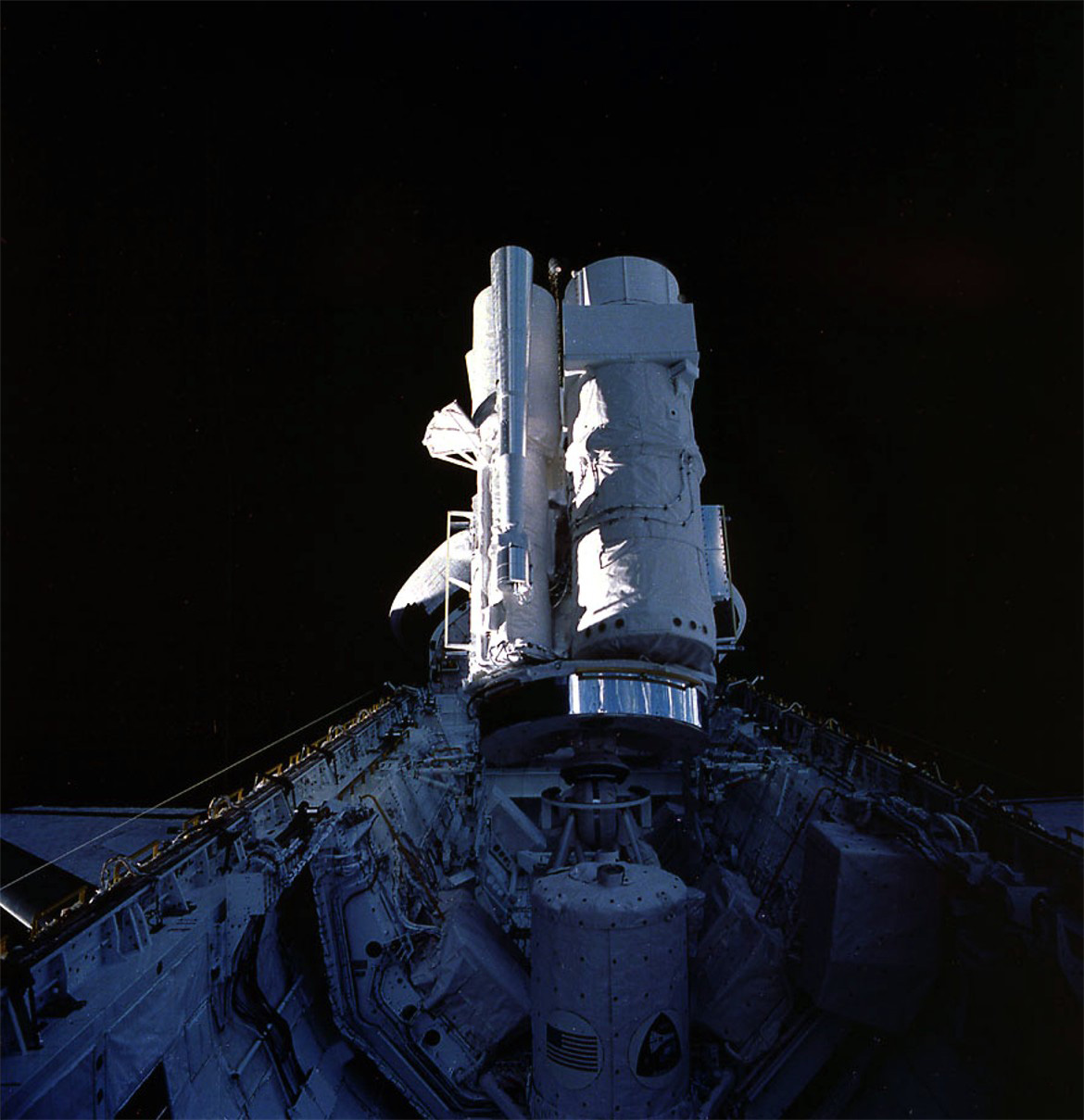
Телескоп «ASTRO-1»
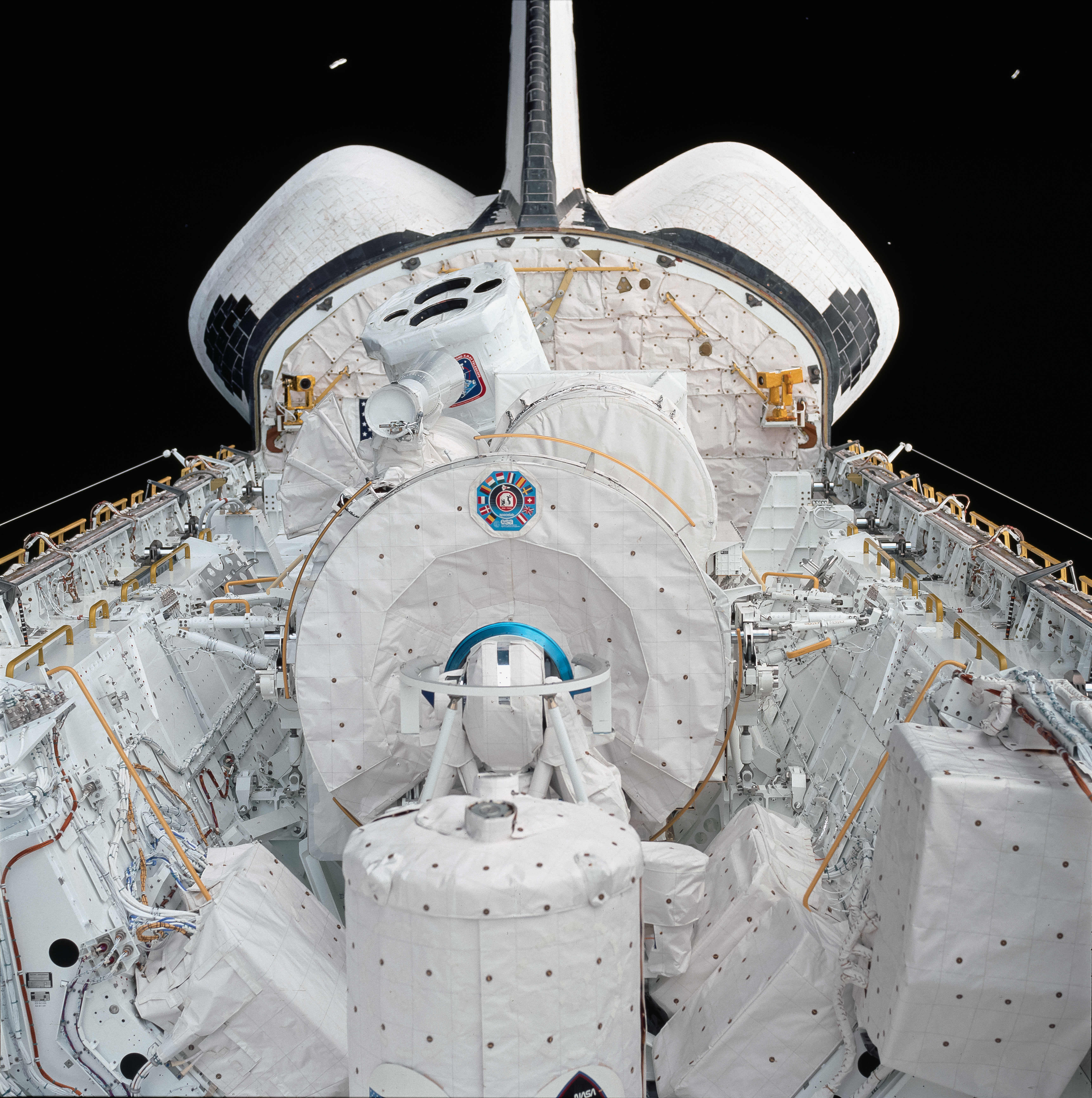
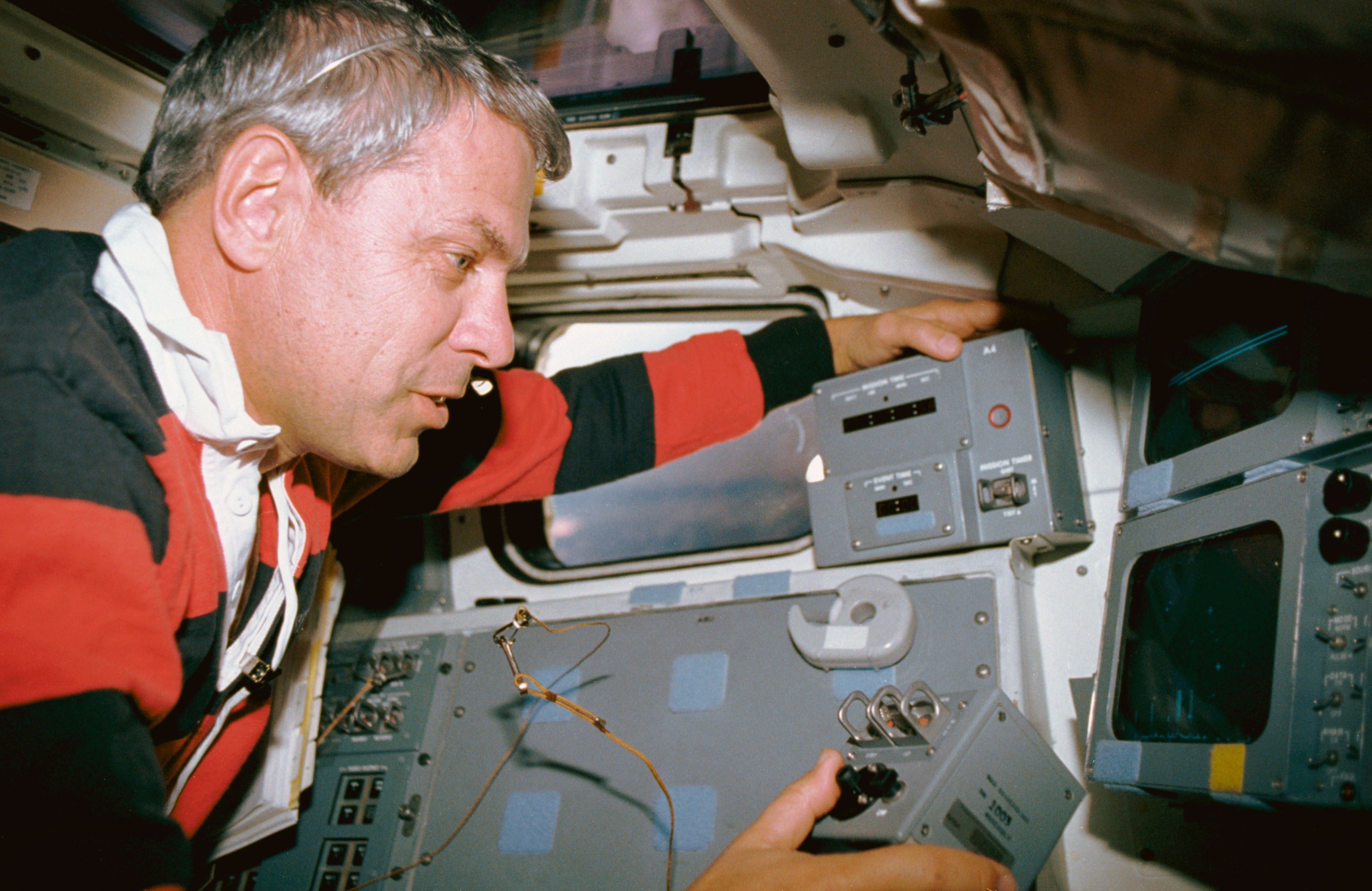
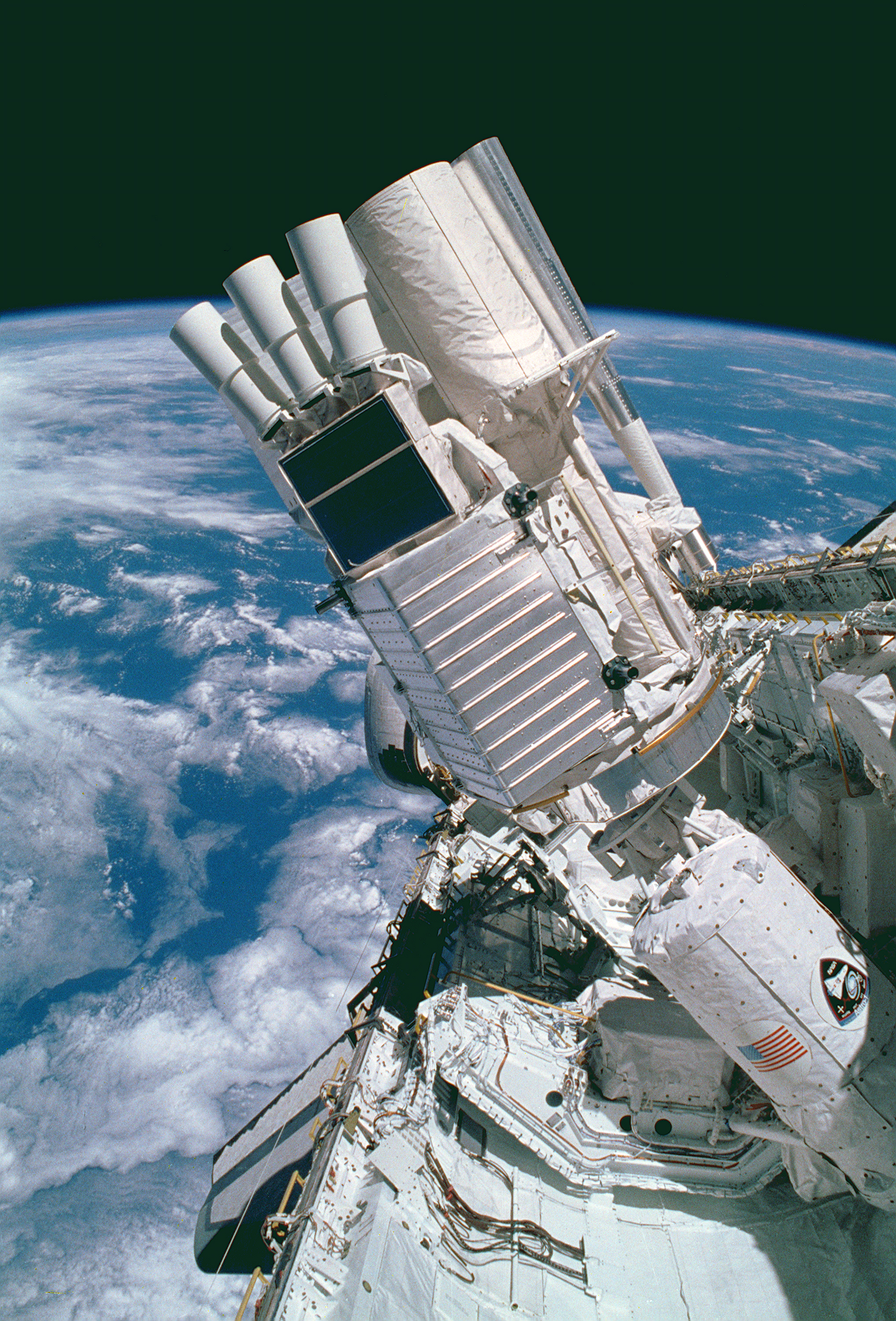
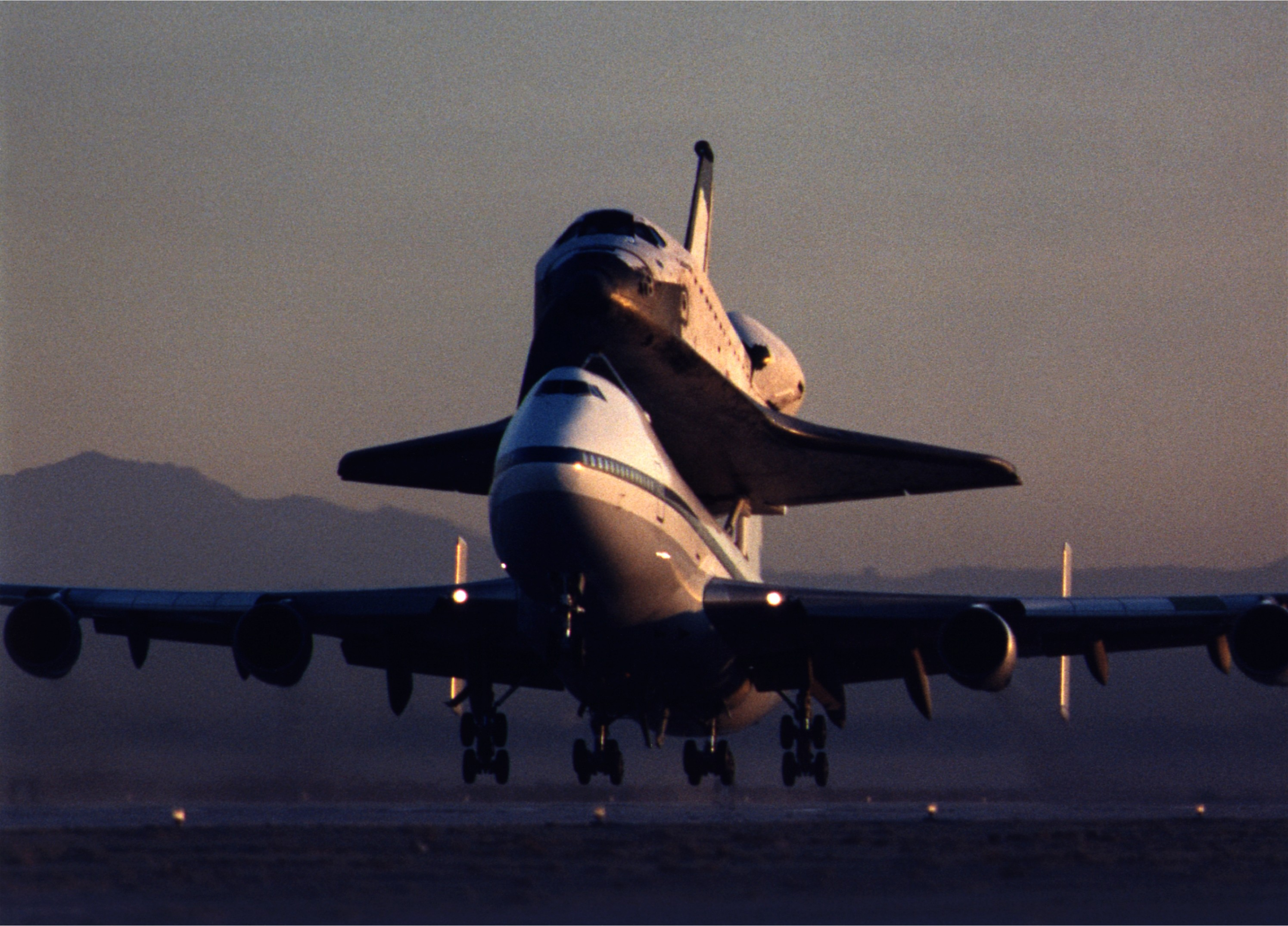
Пором політ «Колумбія» до Кеннеді